# Karl Rove
Karl Rove (født 25. december 1950 i Denver, Colorado, USA) er en amerikansk politisk rådgiver for Republikanerne. Han var præsident George W. Bushs rådgiver og politiske chefstrateg, fra Bush tiltrådte i 2001 til 31. august 2007, da Rove trådte tilbage.
I 1993 begyndte Rove at rådgive Bush i dennes forsøg på at blive guvernør i Texas. Da Bush i 2000 forsøgte at blive USA's næste præsident stod Rove igen klar med en hjælpende hånd. Efter sejren over Al Gore blev Karl Rove rådgiver for præsidenten. Han anses af mange for en af de mest indflydelsesrige rådgivere i Bush-administrationen og har fået et ry som aggressiv kampagneleder. Han beskyldes ofte af modstandere for at bruge ufine metoder.[kilde mangler]